# Puig del Castell de l'Aguilar
El Puig del Castell de l'Aguilar és una obra del terme municipal de Seva (Osona) inclosa a l'Inventari del Patrimoni Arquitectònic de Catalunya.

## Descripció
Encara que l'Aguilar va pertànyer, des dels inicis del segle xviii, al municipi de Balenyà, pot ésser considerat castell tonenc, per la seva constant vinculació al terme de Tona des de èpoques remotes. El Puig de l'Aguilar es troba a frec de la carretera de l'estació de Balenyà i sobre els antics masos Aguilar i Casanova; modernes construccions, que mig l'envolten, formen un petit barri de Balenyà. A la summitat del puig, s'hi va aixecar un castell, entre els segles x i xi. Aquest turó presenta una important erosió, sense que s'observin possibles restes associades amb el castell als perfils generats per aquesta. A la seva part superior, la vegetació per una banda impedeix apreciar estructures del castell en planta; per una altra, la seva diferent alçada defineix clarament una possible estructura circular, que es podria correspondre a una torre. Les restes d'aquesta torre i del castell amb la qual funcionaria se situen al subsòl.
Hom creu que de les pedres del castell fou reconstruït el mas Aguilar, del que hi ha notícies a partir del segle XIV; el casal revela haver estat reedificat, aprofitant elements antics, el segle xvi. A banda de l'erosió, és per aquesta raó que el Puig de l'Aguilar ara no presenta cap vestigi d'edificació.

## Història
De la vila "Aquilare" se'n parlà el 948. El lloc d'"Aquilario" i el "Podio de Aquilario" són coneguts, documentalment, des dels anys 972 i 998. El "Pugo que dicunt de Aquilario", amb les seves terres, vinyes i cases, situat al terme del castell de Tona, fou donat per Sesmon d'Oló al seu fill Guillem, el 1008; es tracta de Guillem de Mediona, levita.
El castell de l'Aquilar esdevingué propietat de l'Església de Vic. La castlania pertanyia als cavallers cognomenats Aguilar, família que residia al castell i acabà essent gairebé l'única mestressa de l'Aguilar. El 1070 hi actuava, ací Ramon Bermon d'Aguilar o de Taradell, casat amb Elisenda de Gurb. Pels Taradell, entren els Vilademany i, per aquests, sembla que la propietat del castell de l'Aguilar passà als priors de Sant Pere Cercada, monestir que ells havien fundat.
Vers el 1213, la família dels cavallers de l'Aguilar entroncà amb la de Bellpuig. Elissendis de Bellpuig casà amb Bernat de Centelles. El 1356 el sobirà cedí l'Aguilar a Bernat de Cabrera, creat Comte d'Osona.
L'esment darrer que coneixem del castell de l'Aguilar com a edifici material és del període de la guerra la Generalitat contra Joan II: el 1463 Bernat Guillem d'Altarriba el feia servir de base de les seves operacions militars. Arran d'això, el castell fou desmantellat.